# Calisto (satélite)
Calisto (del griego Καλλιστώ) es un satélite del planeta Júpiter descubierto en 1610 por Galileo Galilei. Es el tercer satélite más grande del sistema solar y el segundo del sistema joviano, después de Ganimedes. Calisto tiene aproximadamente el 99 % del diámetro del planeta Mercurio, pero solo un tercio de su masa. Es el cuarto satélite galileano en cuanto a distancia a Júpiter, con un radio orbital de 1 880 000 kilómetros. No está influido por la resonancia orbital que afecta a los tres satélites galileanos interiores —Ío, Europa y Ganimedes—, por lo que no sufre un calentamiento apreciable por fuerzas de marea, como sí ocurre en los otros tres. Calisto tiene una rotación síncrona, es decir, su período de rotación concuerda con su período orbital, de manera que, igual que la Luna con la Tierra, siempre «muestra» la misma cara a Júpiter. La superficie de Calisto no está tan influida por la magnetosfera de Júpiter como la de los otros satélites interiores ya que su órbita es más alejada.
Este satélite está compuesto aproximadamente por partes iguales de roca y hielo, con una densidad media de unos 1.83 g/cm³. Los componentes detectados mediante la firma espectral de la superficie incluyen hielo, dióxido de carbono, silicatos y compuestos orgánicos. La investigación de la sonda espacial Galileo reveló que Calisto tiene un núcleo, compuesto principalmente de silicatos, y además, la posibilidad de la existencia de un océano interno de agua a una profundidad superior a 100 kilómetros.
La superficie de Calisto está repleta de cráteres y es muy antigua. No presenta señales de actividad tectónica y se piensa que su evolución se ha producido predominantemente bajo la influencia de los impactos de numerosos meteoritos a lo largo de su existencia. Los principales accidentes geográficos incluyen múltiples estructuras, como cráteres de impacto, grandes cuencas de impacto con múltiples anillos concéntricos (con los escarpes, crestas y depósitos a ellas asociados) y cadenas de cráteres (catenae). A pequeña escala, la superficie es variada y consiste en pequeños y brillantes depósitos congelados en las cimas de las alturas, rodeadas por un litoral bajo, compuesto de material oscuro. La edad absoluta de los accidentes geográficos se desconoce.
Calisto está rodeado por una atmósfera extremadamente fina, compuesta de dióxido de carbono y probablemente de oxígeno molecular, además de una ionosfera relativamente fuerte. Se piensa que el segundo satélite mayor de Júpiter se formó por una «lenta» acreción del remolino de materia que rodeó Júpiter después de su formación. Esta lentitud y la falta de fuerzas de marea evitaron una rápida diferenciación química. La también lenta convección en el interior de Calisto, que empezó poco después de su formación, ha producido una diferenciación química parcial y aporta la posibilidad de un océano interior a una profundidad de 100 a 150 kilómetros, así como un pequeño núcleo rocoso.
La probable presencia de un océano líquido bajo la superficie de Calisto indica que puede o podría haber albergado vida. Sin embargo, esto es menos probable que en Europa. Diversas sondas espaciales, como la Pioneer 10 y 11 o la Galileo y la Cassini, han estudiado el satélite. Calisto está considerado el lugar más «acogedor» para una base humana en una futura exploración del sistema joviano.

## Nombre y descubrimiento

Calisto en comparación con la Tierra y la Luna

Calisto fue descubierto por Galileo en enero de 1610 junto con los otros tres grandes satélites jovianos: Ganimedes, Ío y Europa. Este satélite recibe su nombre de una de las muchas amantes de Zeus en la mitología griega, donde Calisto era una ninfa (o, según otras fuentes, hija de Licaón) que estaba asociada con la diosa de la caza Artemisa. El nombre fue propuesto por el astrónomo Simon Marius poco después del descubrimiento del satélite. Marius atribuyó la sugerencia a Johannes Kepler. Sin embargo, los nombres de los satélites galileanos cayeron en desuso durante un tiempo considerable y no se volvió a generalizar su utilización hasta mediados del siglo XX. En gran parte de la literatura astronómica relativamente reciente, Calisto es citado por su designación de números romanos, Júpiter IV, un sistema introducido por Galileo, o como el «cuarto satélite de Júpiter».

## Órbita y rotación

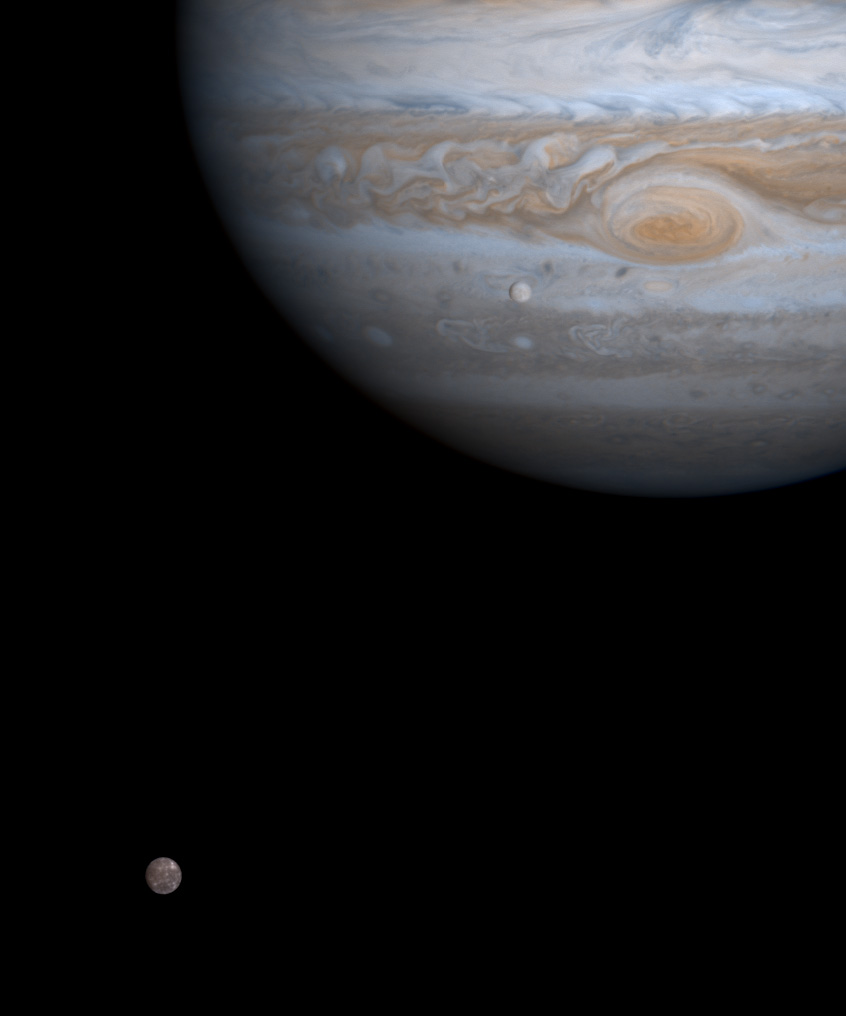
Fotografía donde se ve Calisto (abajo a la izquierda), Júpiter con la Gran Mancha Roja y cercano a ésta, Europa.

Calisto es el satélite galileano más lejano de Júpiter. Órbita a una distancia de aproximadamente 1 880 000 km (26.3 veces el radio de Júpiter, 71 398 km). Esta es significativamente superior a la del siguiente satélite galileano, Ganimedes, con un radio orbital de solo 1 070 000 km. El resultado de esta distancia relativamente grande es que Calisto no está afectado por la resonancia orbital que afecta a los otros tres satélites galileanos; además, es probable que nunca le haya afectado.
Igual que para muchos otros satélites planetarios, la rotación de Calisto es síncrona, es decir, su período orbital es igual a su período de rotación. La duración del día calistiano, idéntica a su período orbital, es de unos 16.7 días terrestres. Tiene una órbita muy poco excéntrica y poco inclinada respecto al ecuador joviano. Esta órbita cambia casi periódicamente a causa de las perturbaciones solares y planetarias. Los cambios de la excentricidad van de 0.0072 a 0.0076, mientras que la inclinación varía de 0.2 a 0.6°. Estas variaciones orbitales hacen que la inclinación axial (el ángulo entre el eje rotacional y el plano de la órbita) varíe entre 0.4 y 1.6°.
El desarrollo «aislado» de Calisto ha determinado que nunca haya sufrido un calentamiento apreciable por fuerzas de marea, cosa que ha tenido importantes consecuencias para la evolución de su estructura interna. Su distancia con respecto a Júpiter también determina que el flujo de partículas cargadas de la magnetosfera sea relativamente pequeño, unas 300 veces inferior al de Europa. Por lo tanto, a diferencia de los otros grandes satélites de Júpiter, la irradiación de partículas cargadas sobre la superficie de Calisto ha tenido un efecto menor.

## Características físicas

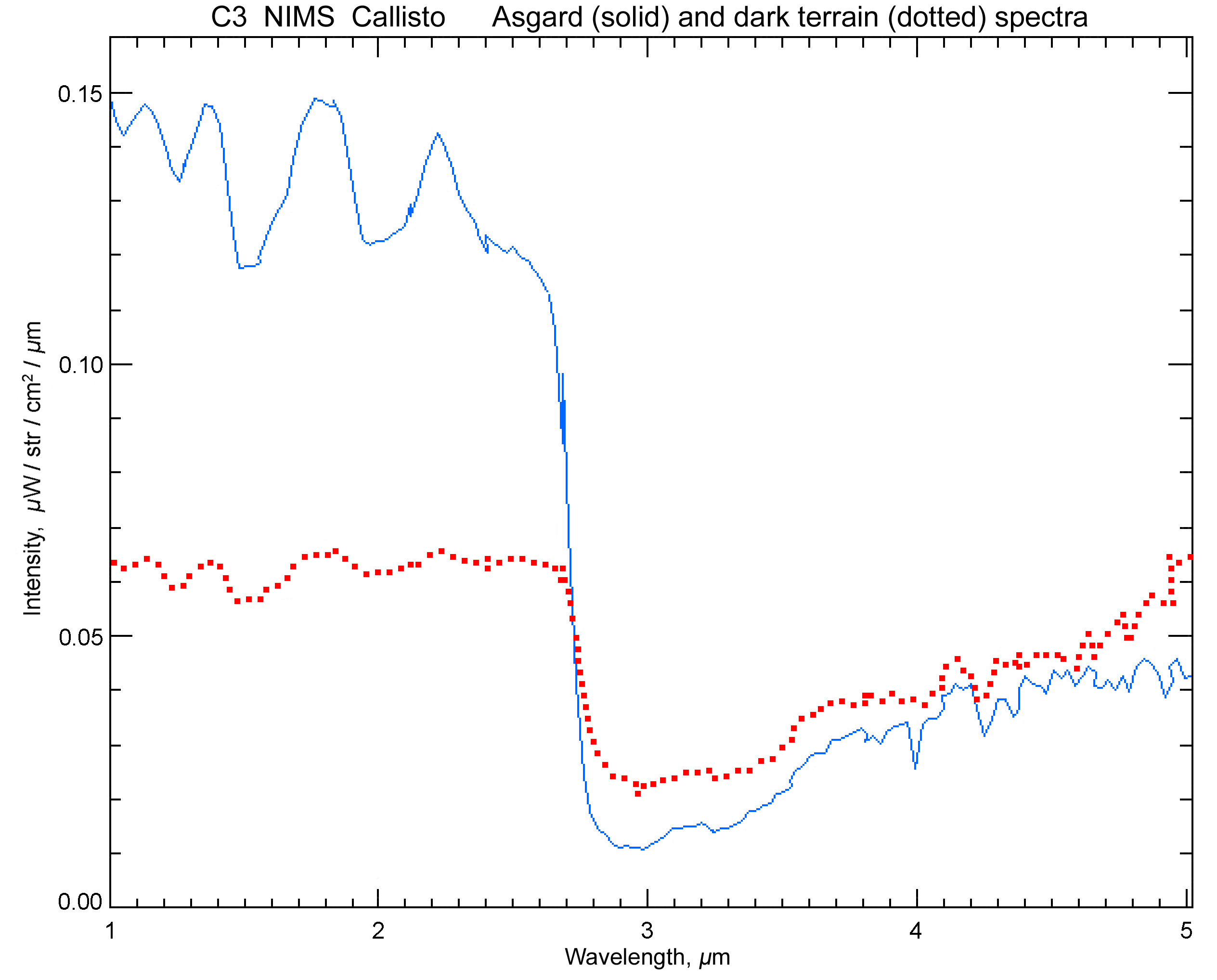
Los espectros infrarrojos de una zona relativamente llana y cubierta de cráteres (rojo) y de la Cuenca de Asgard (azul), que muestra la presencia de hielo de agua (bandas de absorción de 1 a 2 µm) y menos material rocoso en Asgard.

### Composición
La densidad media de Calisto, de 1.83 g/cm³, sugiere que presenta una composición de aproximadamente la misma cantidad de material rocoso y agua helada junto con algunos hielos volátiles, como amoníaco. La fracción de las masas de hielo (de diferentes materiales) está entre el 49 % y el 55 %. La composición exacta de la parte rocosa de Calisto es desconocida, pero probablemente está formada por rocas ordinarias de condrita (rocas meteóricas) de tipos LL, que se caracterizan por su bajo contenido en hierro metálico y una relativa abundancia de óxido de hierro.
La superficie de Calisto tiene un albedo de un 22 %, es decir, refleja el 22 % de la luz que le llega. La composición de la superficie se considera, en términos generales, muy similar a la del resto del satélite. La espectroscopia muestra las líneas de absorción del agua helada de longitudes de onda de 1.04, 1.25, 1.5, 2.0 y 3.0 micrómetros. El agua helada parece ser ubicua en la superficie de Calisto, representando una fracción de la masa total de entre el 25 % y el 50 %. El análisis de alta resolución del espectro de las ondas infrarrojas y ultravioletas obtenidas por la sonda Galileo ha revelado diversos materiales independientes del hielo en la superficie: hidrosilicatos de hierro y magnesio, dióxido de carbono, dióxido de azufre, posiblemente amoníaco y diversos compuestos orgánicos. La información espectral indica también que la superficie del satélite es extremadamente heterogénea a pequeña escala. Pequeñas y brillantes zonas de agua helada se entremezclan con zonas de una combinación de roca y hielo, y con extensas áreas oscuras de materiales independientes del hielo. La superficie de Calisto es asimétrica; el hemisferio principal (el hemisferio que «muestra» la cara hacia el movimiento orbital) es más oscuro que el hemisferio «atrasado» (el otro hemisferio). Esto es diferente a los otros tres satélites galileanos, donde lo que ocurre es lo contrario. Se cree que el hemisferio «atrasado» de Calisto es abundante en dióxido de carbono, mientras que el hemisferio principal es más abundante en dióxido de azufre. Muchos de los cráteres de impacto relativamente jóvenes, como el cráter Lofn, son abundantes en dióxido de carbono. En conjunto, la composición química de la superficie, especialmente en las áreas oscuras, parece similar a la de los asteroides tipo «D», cuyas superficies están formadas por materiales carbónicos.

### Estructura interna

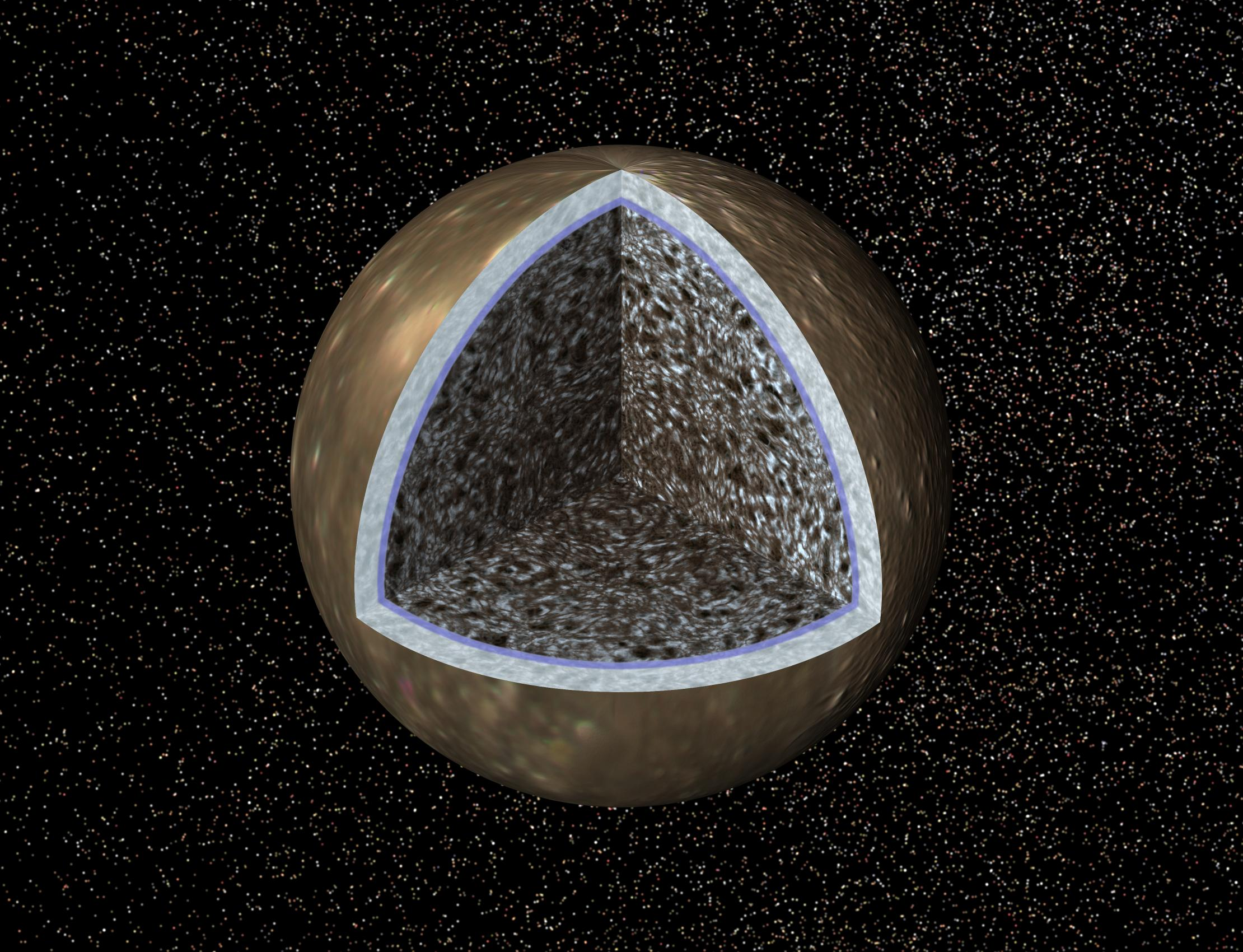
Representación artística del interior de Calisto. El concepto de esta imagen está basado en datos recientes de la sonda Galileo de la NASA que indican la posible existencia de un océano salado bajo la superficie de Calisto.

La desgastada superficie de Calisto rodea una fría, rígida y congelada litosfera de un grosor que puede variar de 80 a 150 km. Los estudios del campo magnético de Júpiter y sus satélites sugieren un océano salado de 50-200 km de grosor, que puede quedar por debajo de la corteza. Se constató que Calisto se comporta en el variable campo magnético de Júpiter como si fuera una esfera perfectamente conductora de la electricidad; es decir, el campo magnético de Júpiter no puede penetrar dentro del satélite, lo que sugiere la existencia de una capa muy conductora de al menos 10 km de grosor.

El campo magnético joviano alrededor de Calisto

La existencia de un océano sería más probable si el agua contuviera una pequeña cantidad de amoníaco u otro crioprotector. En este caso, el océano podría ser de hasta 250 o 300 km. Sin embargo, en caso de que no hubiera océano, la litosfera de Calisto sería de hasta 300 km de grosor.
Bajo la litosfera y el supuesto océano, el interior de Calisto no parece ser completamente uniforme, pero tampoco particularmente heterogéneo. Investigaciones de la sonda Galileo sugieren que su interior está compuesto de rocas y hielos comprimidos, con la proporción de roca aumentando con la profundidad. El momento de inercia y la densidad de Calisto son compatibles con la existencia de un pequeño núcleo formado por silicatos en el centro del satélite. Es imposible, o al menos muy improbable, que el diámetro de este pequeño núcleo sobrepase los 1200 km, y su densidad puede estar entre los 3.1-3.6 g/cm³.

### Geografía de la superficie

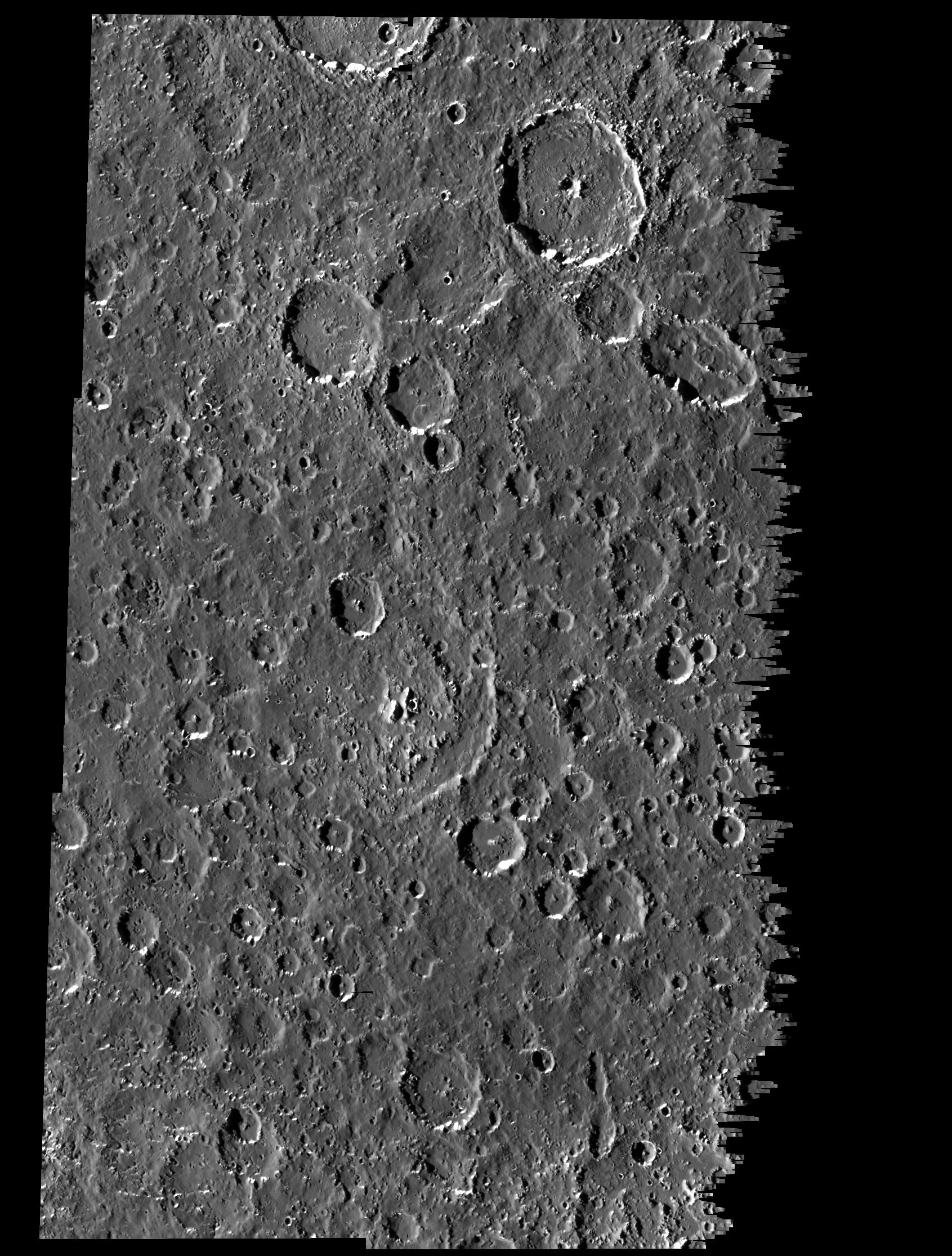
Superficie plana y llena de cráteres del tercer satélite más grande del sistema solar, Calisto (cortesía de NASA/JPL-Caltech)

La antigua superficie de Calisto es una de las que poseen un mayor número de cráteres del sistema solar. De hecho, la superficie de Calisto está tan saturada de cráteres que no podrían formarse nuevos sin afectar a los antiguos. La geología a gran escala es relativamente simple; no hay grandes montañas, volcanes ni otros accidentes geográficos de origen tectónico. Los cráteres de impacto y las cuencas de impacto con múltiples anillos, junto con las fracturas, escarpas y depósitos asociados a estas cuencas, son las únicas grandes estructuras que se encuentran en la superficie de Calisto.
La superficie de Calisto se puede clasificar en varias zonas geológicas: llanuras con cráteres, llanuras claras, llanuras brillantes y «lisas», y diversos accidentes geográficos más relacionados con cráteres de impacto y estructuras en forma de anillo. Las llanuras con cráteres constituyen la mayor parte de la superficie de Calisto y corresponden a la antigua litosfera, compuesta de una mezcla de hielo y materiales rocosos. Las llanuras claras incluyen los brillantes cráteres de impactos recientes, como los cráteres Burr y Lofn, así como a los restos difusos de viejos cráteres llamados palimpsestos (que constituyen la parte central de las cuencas rodeadas de anillos múltiples), como Valhalla y Asgard. También se incluyen en las llanuras claras algunas otras zonas aisladas dentro de las llanuras con cráteres. Se cree que este tipo de llanuras son depósitos helados de impacto. El tercer tipo de zona geológica, las llanuras brillantes y lisas, constituyen una pequeña porción de la superficie de este satélite. Se pueden encontrar, por ejemplo, en las crestas y fosas de las cuencas Valhalla y Asgard, y en forma de pequeñas manchas aisladas en las llanuras con cráteres. Se creía que este tipo de terreno estaba relacionado con algún tipo de actividad endógena, pero las imágenes de alta resolución de la sonda Galileo mostraron que estas llanuras lisas de apariencia brillante se correlacionaban con terrenos muy fracturados y rugosos, no presentando signos de haber sido recubiertas. En estas imágenes, sin embargo, también se encontraron unos pequeños terrenos que cubrían una superficie total de menos de 10 000 km² que parecen «rodear» los terrenos próximos como en una bahía. Estos terrenos son posibles depósitos criovolcánicos (etimológicamente, «volcanes de hielo»). Tanto las llanuras claras como las diversas llanuras lisas son geológicamente más jóvenes que las ya mencionadas llanuras con cráteres.

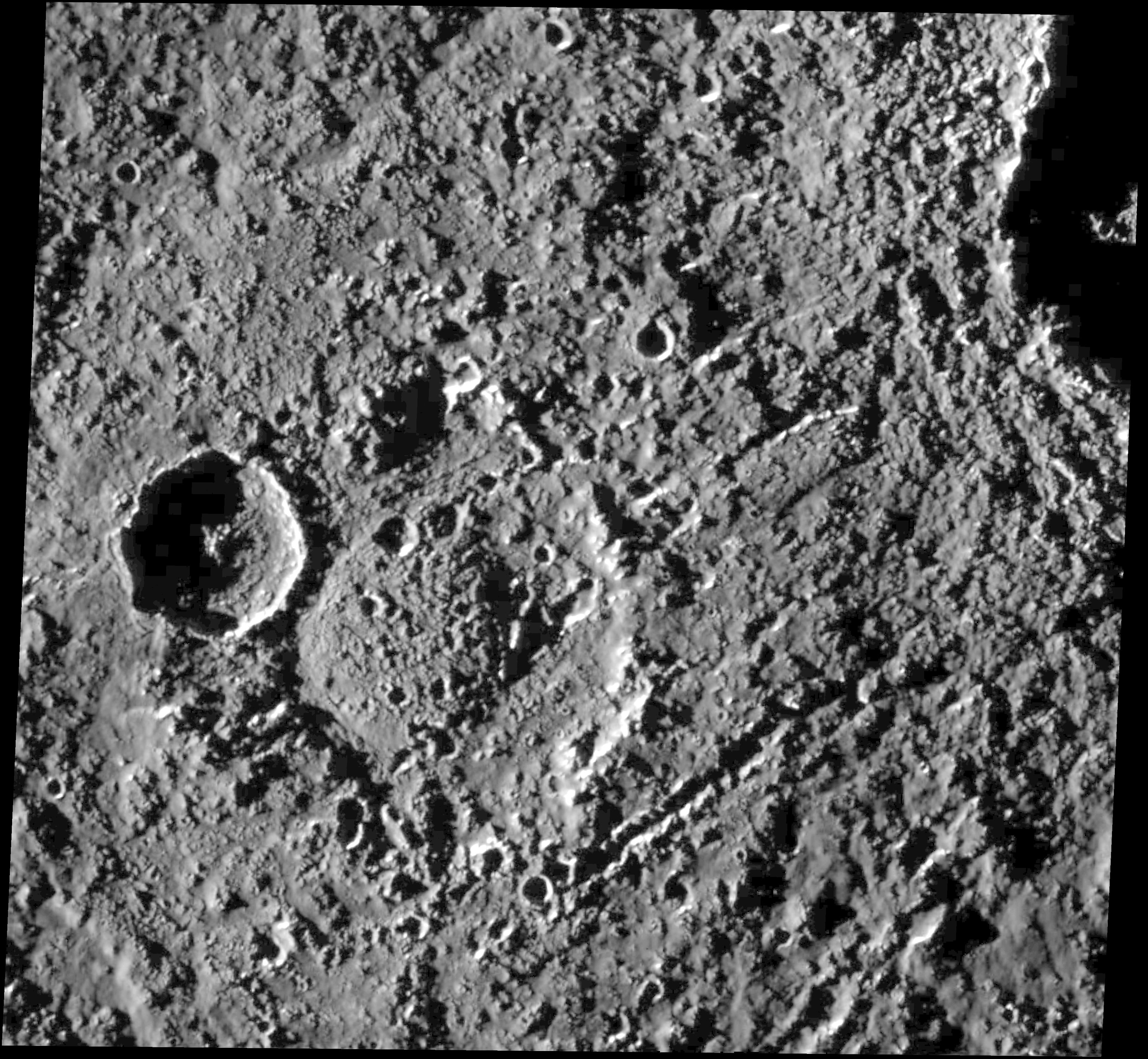
El cráter de impacto Har con un domo central. Superpuesto a él se encuentra otro cráter posterior y más pequeño, con un pico central. (Cortesía de NASA/JPL-Caltech).

El diámetro de los cráteres de impacto observados va desde los 0.1 km, límite de resolución de las imágenes, hasta más de 100 km, sin contar las cuencas con múltiples anillos. Los cráteres pequeños, menores de 5 km de diámetro, son simples depresiones en forma de cuenco o de plato hondo. Los cráteres de entre 5 y 40 km suelen tener un pico central. Los cráteres mayores, con diámetros de 25 a 100 km aproximadamente, en vez de tener un pico central, tienen un hoyo en su centro, como el cráter Tindr. Los cráteres con diámetros superiores a 60 km pueden tener domos centrales, lo que se explica como resultado de un levantamiento tectónico después del impacto. Son ejemplos el cráter Doh y el cráter Har. Un pequeño número de brillantes cráteres muy grandes, de diámetro superior a 100 km, muestran una geometría extraña en sus domos. Son anormalmente bajos y podrían ser formas de transición hacia las cuencas con múltiples anillos. Los cráteres de Calisto son poco profundos si se comparan con los que hay en el único satélite de la Tierra, la Luna.

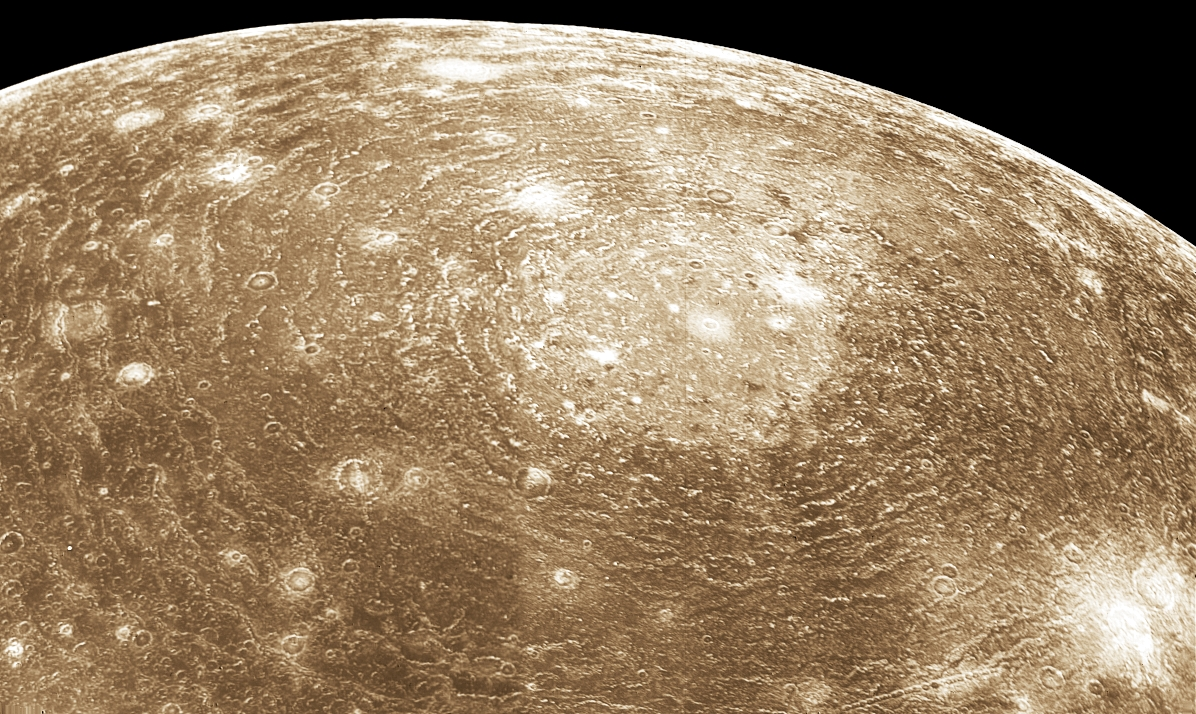
Valhalla, la mayor estructura multi-anillada de Calisto

Los accidentes geológicos más prominentes de Calisto son las cuencas con múltiples anillos. Dos de ellos son enormes. Valhalla es la mayor, con una región brillante central de 600 kilómetros de diámetro, mientras que los anillos se extienden a 1800 km del centro (ver la imagen). La segunda mayor es Asgard, que mide unos 1600 km Estas estructuras con múltiples anillos probablemente son el resultado de una fracturación concéntrica de la litosfera después del impacto. Esta litosfera debía de reposar sobre un lecho de materiales blandos, incluso líquidos, posiblemente un océano. Otros accidentes geográficos prominentes de este satélite son las catenae. Las catenae, por ejemplo la Gomul Catena, son largas cadenas de cráteres de impacto en línea recta. Fueron creadas probablemente por objetos que se fragmentaron debido a las fuerzas de marea a su paso cerca de Júpiter y después impactaron en Calisto, o bien por impactos muy oblicuos. Un ejemplo relativamente reciente de este tipo de objeto es el cometa Shoemaker-Levy 9, que colisionó contra Júpiter en el año 1994.

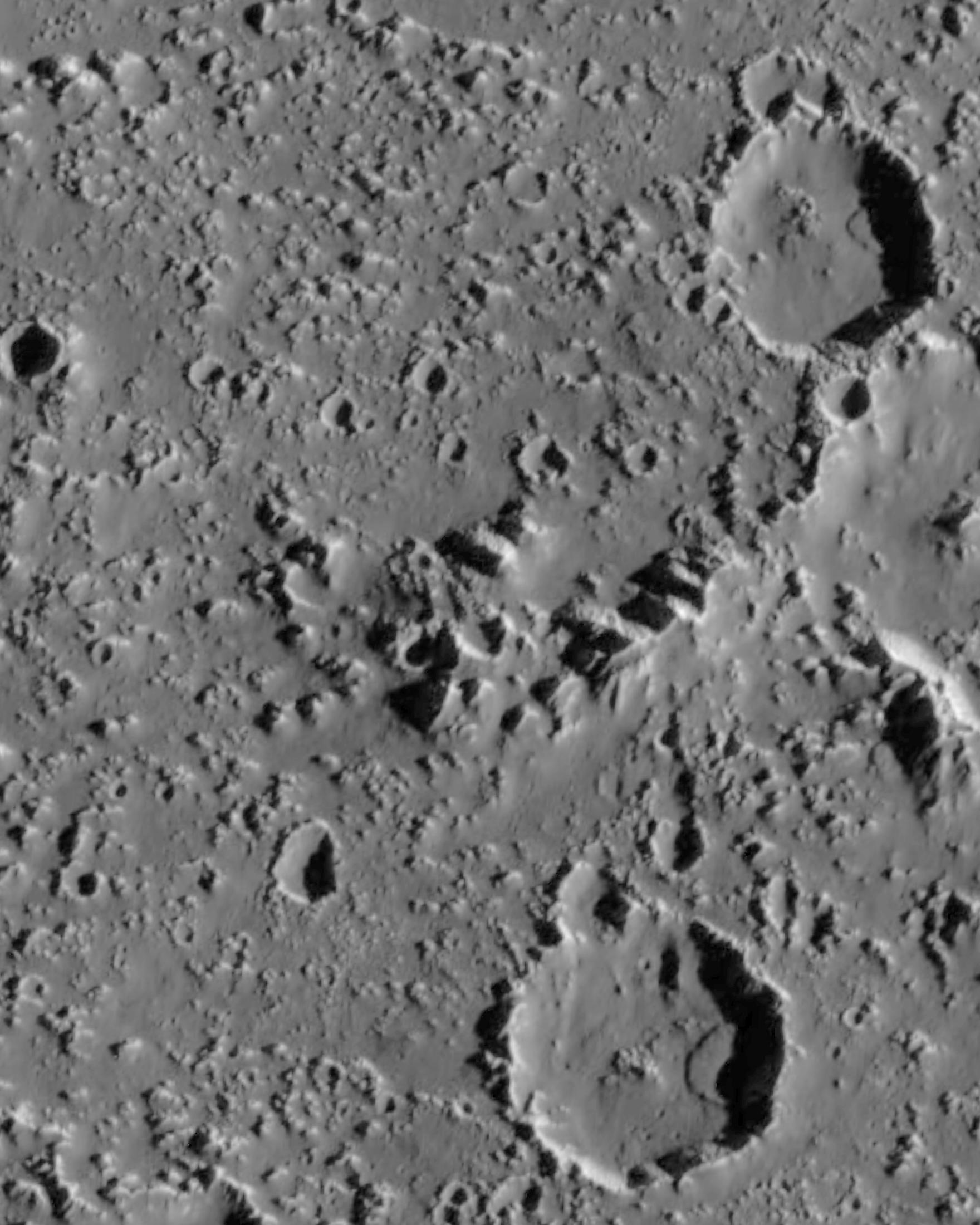
Imagen de Calisto, tomada por la sonda Galileo, que muestra la superficie llena de cráteres y pequeñas protuberancias (cortesía de NASA/JPL-Caltech).

A pequeña escala, la superficie de Calisto está más desgastada que la de los otros satélites galileanos. En lugar de pequeños cráteres, los accidentes geográficos más comunes son pequeñas protuberancias y agujeros. Se cree que las protuberancias son restos de los bordes de cráteres degradados por un proceso que hasta ahora permanece desconocido. El proceso más probable para la formación de estas protuberancias es la lenta sublimación del hielo, que se activa por encima de una temperatura de 165 K (–108 °C), la cual se alcanza en el punto subsolar, es decir, en las zonas donde la luz del Sol cae verticalmente. Esta sublimación de agua o de otros hielos volátiles que forman parte del sustrato de Calisto causa su descomposición. Los materiales que quedan, que no son hielos, forman avalanchas de desechos que descienden por las pendientes de las paredes de los cráteres. Estos aludes se observan a menudo cerca de los cráteres de impacto, y se llaman «faldas de escombros». Ocasionalmente, las paredes de los cráteres aparecen cortadas por sinuosas incisiones en forma de valle, llamadas «gullies», que se parecen a ciertas estructuras de la superficie de Marte. En esta hipótesis de la sublimación, las zonas oscuras y de baja altura se interpretan como una capa de desechos, con poco hielo en su composición, y que provienen de la degradación de los bordes de los cráteres. Estos desechos han recubierto la capa original que tenía mayor cantidad de hielos.
La edad relativa de las distintas regiones se puede determinar a través de la densidad de los cráteres de impacto. Cuanto más antigua sea una zona, más cráteres tendrá. La edad absoluta no se ha podido determinar, pero basándose en consideraciones teóricas, las llanuras con cráteres tendrían una edad de aproximadamente 4500 millones de años; es decir, las llanuras con cráteres se crearon poco después de la formación del sistema solar. La edad de las estructuras de múltiples anillos está estimada por diversas fuentes entre 1000 y 4000 millones de años.

### Atmósfera e ionosfera
Calisto tiene una atmósfera muy tenue, compuesta principalmente de dióxido de carbono, y probablemente oxígeno. La densidad de partículas en la atmósfera es de 4 × 108 cm³ y la presión en la superficie es de 7.5 × 10-12 bar. Con una atmósfera tan escasa como ésta las moléculas se escaparían en sólo cuatro días; por eso, tiene que haber algún fenómeno que reponga el CO2 que se pierde. La ya mencionada sublimación produce dióxido de carbono; por lo tanto, «la hipótesis de la sublimación» es compatible con esta teórica «reposición de la atmósfera».
La ionosfera de Calisto fue detectada durante los vuelos de la sonda Galileo sobre este satélite. La densidad de electrones relativamente alta de la ionosfera (concretamente de 7-17 × 10 cm−3) no se puede explicar solamente por la fotoionización del dióxido de carbono de la atmósfera. Por eso, se cree que la atmósfera de Calisto podría estar en realidad dominada por oxígeno molecular, de 10 a 100 veces más abundante que el dióxido de carbono. No obstante, no se han encontrado pruebas directas de la presencia de oxígeno en la atmósfera de Calisto. Observaciones del telescopio espacial Hubble han establecido un límite superior a su posible concentración en la atmósfera basadas en dicha falta de detección, límite que todavía es compatible con las medidas en la ionosfera. Asimismo, el Hubble detectó oxígeno condensado y atrapado en la superficie de Calisto.

## Origen y desarrollo

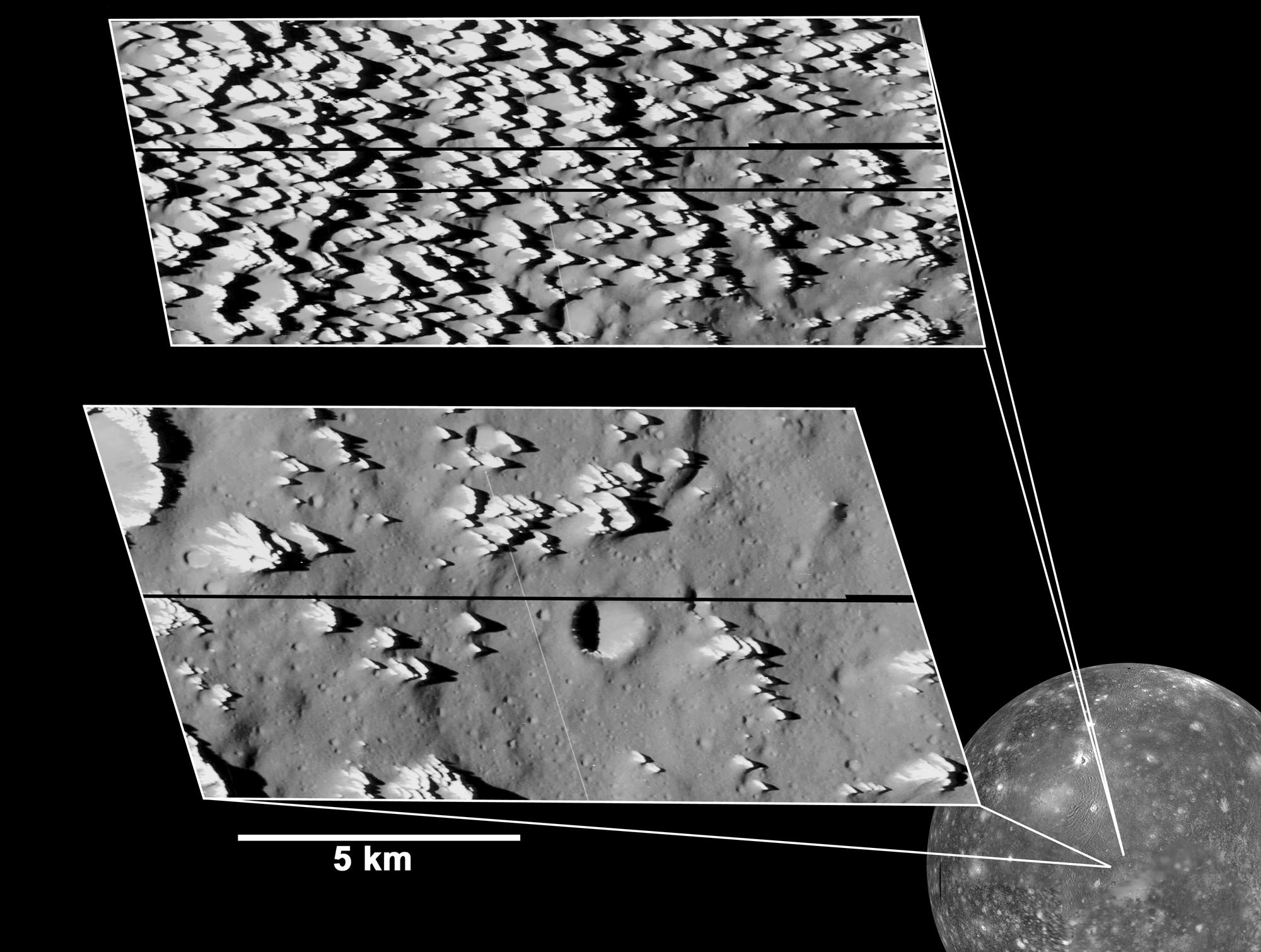
Terreno con protuberancias. (Crédito: NASA/JPL/Arizona State University).

Que la diferenciación química de Calisto sea parcial, es decir, incompleta, se debe al hecho de que nunca se ha calentado la suficiente como para que su componente de hielo se haya fundido. Por lo tanto, el modelo más probable de su formación es una lenta acreción en la «subnebulosa» joviana de baja densidad, un disco de polvo y gas que existía alrededor de Júpiter después de su formación. El tercer satélite mayor del sistema solar, entonces, se formó en un período de entre 0.1 y 10 millones de años.
La posterior evolución geológica de Calisto después de su acreción se determina por el equilibrio entre el calentamiento radiactivo y el enfriamiento, debido a la conducción térmica cerca de la superficie y a la convección subsólida o de estado sólido en el interior del satélite. Los detalles de la convección subsólida en el hielo son la fuente principal de incertidumbre en los modelos de todos los satélites helados. Se sabe que esta convección se desarrolla cuando la temperatura está lo suficientemente cerca del punto de fusión del hielo, debido a la dependencia de la viscosidad del hielo respecto de la temperatura. La convección subsólida en los cuerpos helados es un proceso lento, con movimientos del hielo del orden de 1 cm/año, pero es de hecho un mecanismo de enfriamiento muy efectivo a lo largo de grandes períodos. Se piensa que el proceso que tiene lugar es el llamado de «estrato estancado»; es decir, una capa exterior rígida y congelada conduce el calor sin convección, mientras que el hielo bajo esta capa sí realiza convección subsólida. En el caso de Calisto, el estrato congelado se correspondería con la litosfera, con un grueso de unos 100 km. Su presencia explica la falta de signos de actividad endógena en la superficie. La convección en el interior de Calisto podría ser por capas, a causa de las enormes presiones en el interior. El temprano inicio de la convección subsólida en el interior de Calisto podría haber impedido una descongelación a gran escala, cosa que habría dado lugar a un núcleo rocoso más grande rodeado por un manto de hielo. En su lugar, debido a la convección, se habría estado produciendo durante miles de millones de años una diferenciación parcial, incompleta, del material rocoso y el hielo en el interior de este satélite, y que puede continuar todavía teniendo lugar.
El actual conocimiento de la evolución geológica de Calisto no contradice la presencia de un «océano» de agua líquida en su interior. Esto está relacionado con la extraña conducta del punto de fusión del hielo, que disminuye con la presión, llegando a los 251 K (–22 °C) cuando la presión alcanza los 2 070 bar. En los modelados de Calisto se calcula que entre 100 y 200 km de profundidad la temperatura estaría muy cerca o sobrepasaría ligeramente esta temperatura de fusión. La presencia de pequeñas cantidades de amoníaco garantizaría la existencia de un océano, ya que este compuesto químico reduce todavía más la temperatura de fusión del hielo.
Mientras que Calisto es, en general, bastante similar a Ganimedes, parece tener una historia geológica mucho más simple. La superficie se formó principalmente bajo la influencia de los impactos. Al contrario que en Ganimedes, hay pocos indicios de actividad tectónica. La historia geológica relativamente simple de Calisto es importante, ya que sirve a los planetólogos como una buena referencia para el estudio de otros mundos más complejos.

## Posibilidades de vida en un océano interno
Igual que para Europa y Ganimedes, se ha sugerido la idea de que podría existir vida extraterrestre en un océano bajo la superficie de Calisto. Sin embargo las condiciones para la vida parecen ser menos favorables que en Europa, a causa de la falta de contacto con materiales rocosos y al menor flujo de calor del interior de Calisto. El científico Torrence Johnson, comparando las posibilidades de vida con las de otros satélites galileanos, dijo:

Los ingredientes básicos para la vida, lo que denominamos «química pre-biótica», son abundantes en muchos objetos del Sistema Solar, como los cometas, los asteroides y los satélites helados. Los biólogos creen que la energía y el agua líquida son necesarios para la vida, y es emocionante encontrar otro lugar donde seguramente hay agua líquida. Sin embargo, la energía es otra cosa, y mientras que el océano de Calisto se calienta sólo por elementos radiactivos, Europa dispone además de la energía producida por las fuerzas de marea, debido a su mayor proximidad a Júpiter.

Sobre la base de estas consideraciones y a otras observaciones científicas se cree que, de todos los satélites galileanos, Europa es el que tiene una probabilidad más elevada de contener vida microbiana.

## Exploración
Los viajes interplanetarios a Júpiter de las sondas Pioneer 10 y Pioneer 11, a principios de la década de 1970, contribuyeron poco al conocimiento general de Calisto, comparado con lo que se había podido investigar desde la Tierra. El verdadero avance en la investigación del cuarto satélite de Júpiter surgió cuando las sondas Voyager 1 y 2, con los vuelos de 1979 y 1980, fotografiaron más del 50 % de Calisto con una resolución de 1-2 km, y midieron con precisión la temperatura y la masa. Otra exploración fue la de la ya citada sonda Galileo entre los años 1994 y 2003; esta sonda completó la cartografía de Calisto y ofreció imágenes de una resolución de 15 metros de zonas seleccionadas de este satélite. En 2000 la sonda Cassini, en ruta hacia Saturno, pasó por el sistema joviano y tomó fotografías de alta resolución de los satélites galileanos, incluyendo Calisto.
Propuesta para ser lanzada en 2020, la Europa Júpiter System Mission (EJSM) es una sonda para la exploración de los satélites de Júpiter, en concreto Europa, con colaboración de la NASA y la ESA. En febrero de 2009 le fue otorgada prioridad en esta misión delante de la Titan Saturn System Mission. El EJSM consiste en diversas sondas americanas y europeas (el Orbitador de Júpiter y Europa, de la NASA, el Júpiter Europa Orbiter, de la ESA), y una posible sonda de la agencia espacial japonesa (JAXA), la Júpiter Magnetospheric Orbiter.

## Potencial colonización

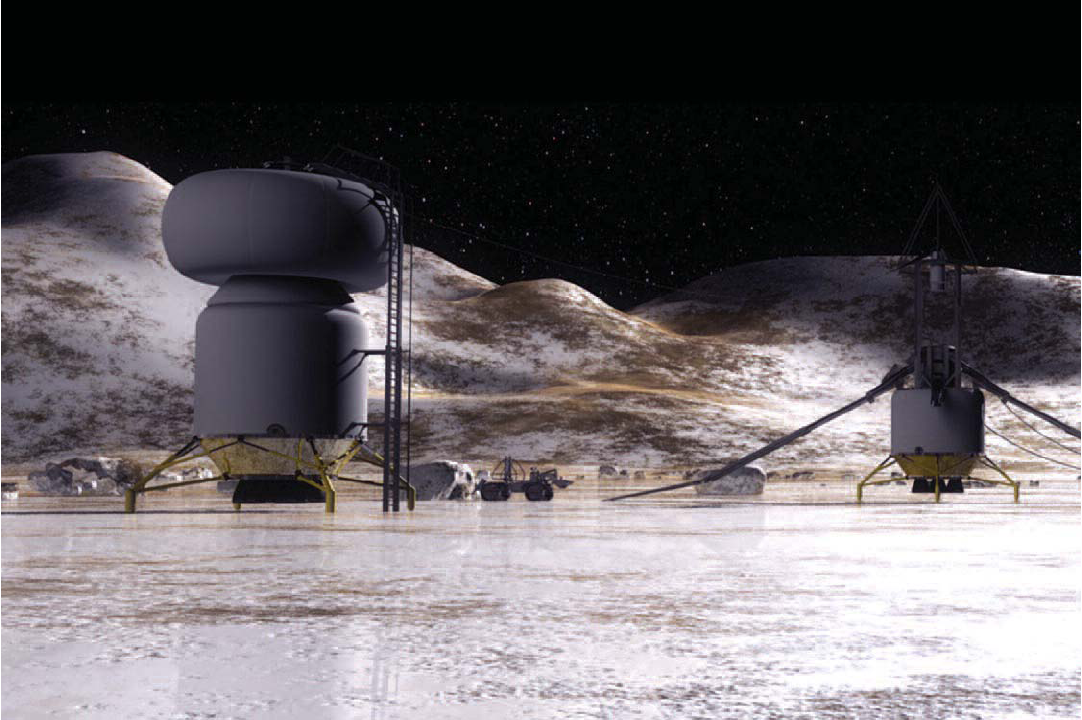
Ilustración de una hipotética base en Calisto en el futuro

En 2003 la NASA elaboró un estudio, llamado Human Outer Planets Exploration (HOPE), considerando la futura exploración humana del sistema solar exterior. El objetivo escogido para estudiar en detalle fue Calisto. Se propuso que se podría construir una base en la superficie de Calisto para proporcionar combustible en una futura exploración del sistema solar. Las ventajas de este satélite son la poca radiación que recibe y su estabilidad geológica (es decir, no hay volcanes, terremotos, etc.). Esto podría facilitar la posterior exploración de Europa o ser una ubicación ideal para una estación de suministros para las naves espaciales que se acercaran más al sistema solar exterior, utilizando la asistencia gravitatoria de Júpiter después de marcharse de Calisto. En un informe de diciembre de 2003 la NASA expresó su creencia de que se podría intentar llevar a cabo una misión tripulada a Calisto en la década de 2040.